# حمام الأنف

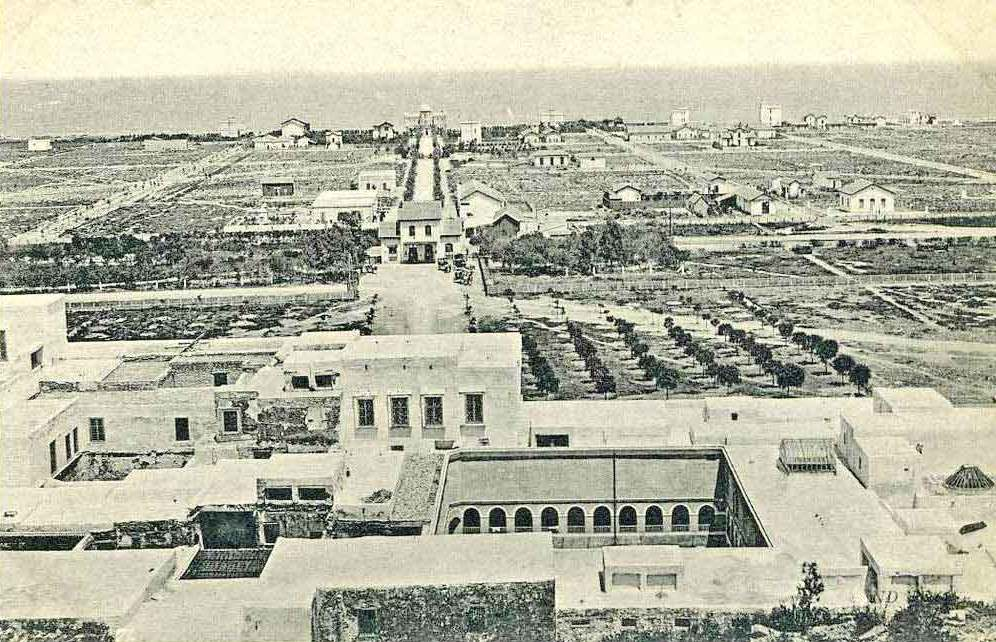
حمام الأنف حوالي عام 1900

حَمّام الأَنْف مدينة ساحلية تونسية تقع على مسافة 16 كم جنوبي شرقي العاصمة. يبلغ عدد سكانها 49.190 نسمة حسب تعداد سنة 2004.
تستمد المدينة اسمها من عيني ماء حارتين تقعان في سفح جبل بوقرنين. كان اسمها في العهد الروماني نَارُو Naro.
عرفت مدينة حمّام الأنف منذ القديم باسم" نارو " NARO" وهي "بونيّة" الأصل برزت كقرية صغيرة متواضعة اشتهرت بعيون معدنية تنبع من سفح جبل (بوقرنين) جبل "BAAL –KARNEINE"، الذي يعني باللغة الفينيقية "إلاله صاحب القرنين"، الذي اشتهر في العهد القرطاجي، وقد وقع العثور على معبده الذي تم مزجه بالإله الروماني "SATURNE" (القرن الثاني والثالث ميلادي) إلى جانب العديد من النقائش النظرية المهداة إلى هذا الإله المسمى "SATURNE BAL KARNENSIS ". وعرفت مدينة حمام الأنف في العهد الرماني باسم "AD AQUAS PERSIEA NAE" حيث امتدت كمدينة صغيرة على السفح الغربي لجبل بوقرنين أين اكتشفت آثار لمعابد مسيحية ويهودية "SYNAGOGUE" أ ثناء حفريات تمت في أواخر القرن التاسع عشر.
في بداية سنة 1999 تم اكتشاف حي صناعي يرجع إلى العهد الروماني والبيزنطي (من القرن الثالث إلى السابع ميلادي) يضم أنقاض منشآت يرجح أنها كانت مخصصة لصبغ الملابس أو الجلد كما تم اكتشاف معبد مسيحي محاذ لهذه المنشآت الصناعية ومعصرة خمر وورشة لصناعة البلور وهي معالم تشهد على وجود حي صناعي هام في هذه المنطقة التابعة للمدينة القديمة.
أما في عهد الفتح العربي الإسلامي، فقد عرفت مدينة حمّام الأنف بـ «حمّام الجزيرة» (جزيرة أبو شريك سابقا-الوطن القبلي حاليا) ثم أطلق عليها اسم حمام الأنف نظرا إلى خصوصية مياهها السخنة الحاوية لمادة الكبريت.
و في سنة 1705 اعتلى عرش تونس حسين بن علي باشا باي الذي حط رحاله في ليلته الأولى بسفح «جبل بوقرنين» بالقرب من العين الباطنية القديمة وقد أمر الباي سنة 1750 ببناء جناح في هذا المكان ليقيم فيه خلال فصل الشتاء وتم منذ ذلك التاريخ تشييد العديد من القصور لفائدة الوزراء والأمراء وتهيئة العيون لتغذية العديد من المسابح بها وحول هذه العيون استقر العديد من السكان الذين جاؤوا من أماكن بعيدة للاستحمام

## الحديقة الوطنية ببوقرنين
تاريخ الإحداث: 12 فيفري 1987 بها مسلك صحي.
تقدر مساحتها ب: 1.939 هكتارا ويبلغ ارتفاع جبل بوقرنين 576 مترا.
يوجد بالحديقة الكثير من الطيور منها العقاب والساف والهدهد واليمام
والخفاش وغيرها كما يوجد بها الكثير من الحيوانات مثل ابن آوى والثعلب والسلحفاة وغيرها.
تتميز الحديقة بغطائها النباتي المتنوع والثري إذ نجد بها نباتات عديدة مثل الصنوبر والعرعار والإكليل. كما تعتبر الحديقة الوطنية ببوقرنين الموقع الوحيد في كامل شمال إفريقيا الذي يضم نبتة بخور مريم الفارسي «السيكلمان» وهي نبتة عشبية تنتشر أساس بشرق حوض البحر الأبيض المتوسط.كما توجد بها شجرة عرعار بوهبرة النادرة الوجود والتي ذاع صيتها بشمال إفريقيا. كما يمثل الفأر ذا الخرطوم وهو أصغر الحيوانات اللبنة على الإطلاق إحدى خصائصه
لمياه المعدنية
تمتاز منطقة حمّام الأنف بمياهها الحارة ذات الخاصيات المعدنية النادرة مما يؤهلها لبعث محطة استشفائية تنشطها المياه المتدفقة من عين «سيدي العريان» (50 درجة) و«عين الباي» (47 درجة) والتي يشهد لها الناس منذ القدم بجدواها الصحية والاستشفائية الكبيرة لا سيما معالجة أمراض الروماتيزم.

## القصر الحسيني
تاريخ التشييد: سنة 1750 (بأمر من الباي حسين بن علي باشا باي ليقيم فيه خلال فصل الشتاء).

## كازينو حمام الأنف
هو نزل على شاطئ البحر تم بنائه من قبل فرنسا في أواخر القرن الثامن عشر بأسلوب موريسكي، وهو معلم أثري مصنف منذ 1 سبتمبر 2000.